# Blauw-witte spotlijster
De blauw-witte spotlijster (Melanotis hypoleucus) is een vogelsoort uit de familie van de spotlijsters (Mimidae).

## Verspreiding en leefgebied
Deze soort komt voor in El Salvador, Guatemala, Honduras en het zuidoosten van Mexico.